# Noyers-sur-Jabron
Noyers-sur-Jabron (okcitansko/provansalsko Noièrs/Nouiés) je naselje in občina v jugovzhodnem francoskem departmaju Alpes-de-Haute-Provence regije Provansa-Alpe-Azurna obala. Leta 2006 je naselje imelo 362 prebivalcev.

## Geografija
Kraj leži v pokrajini Visoki Provansi ob reki Jabron, 45 km severozahodno od središča departmaja Digne-les-Bainsa.

## Administracija
Noyers-sur-Jabron je sedež istoimenskega kantona, v katerega so poleg njegove vključene še občine Bevons, Châteauneuf-Miravail, Curel, Les Omergues, Saint-Vincent-sur-Jabron in Valbelle s 1.099 prebivalci.
Kanton je sestavni del okrožja Forcalquier.

## Zgodovina
Ime naselja se prvikrat omenja v besedilih iz leta 1168 kot de Nogueriis.